# Mittelalterliches Spectaculum Oberwesel

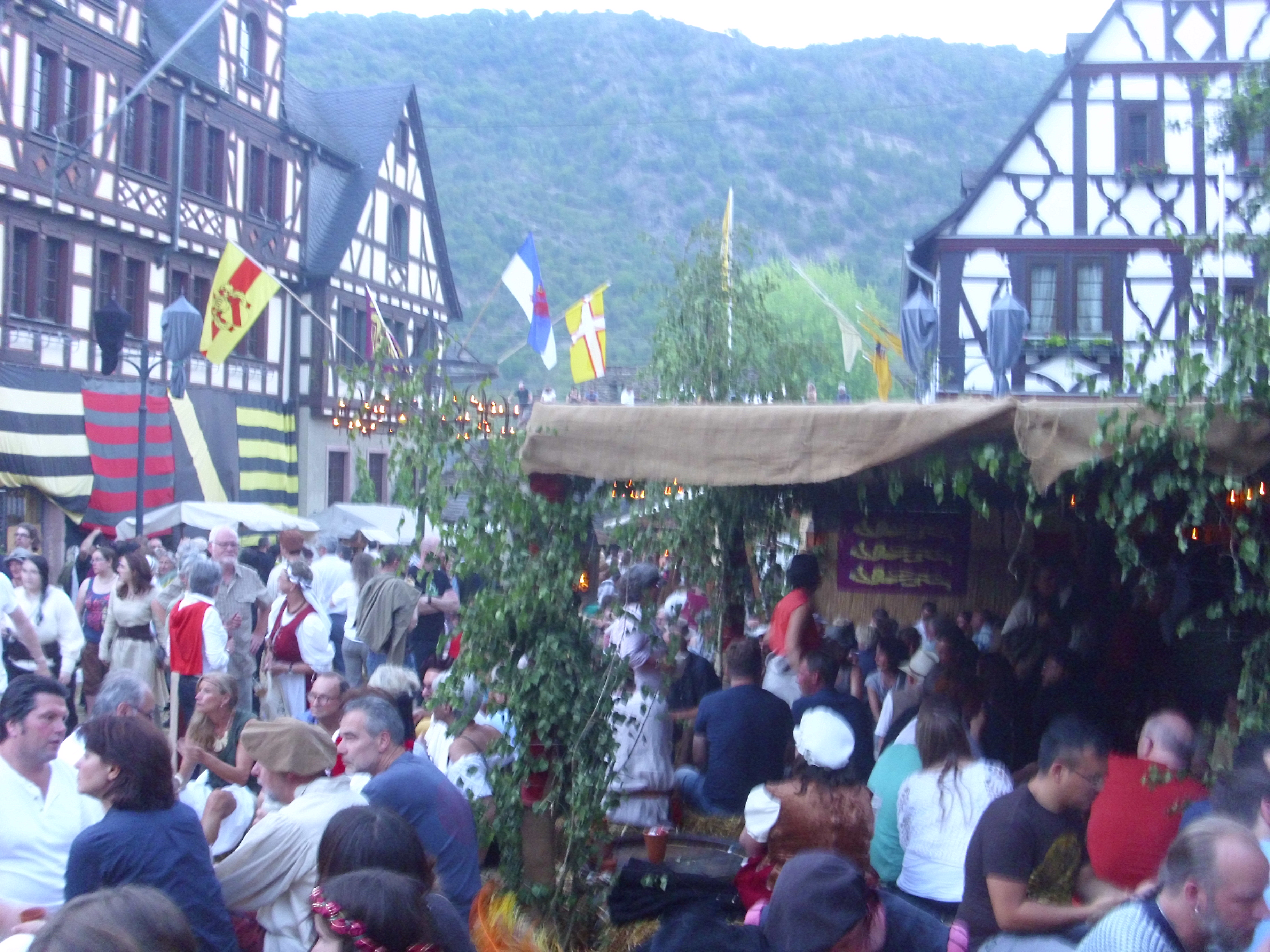
16. Mittelalterliches Spectaculum Oberwesel (2014)

Das Mittelalterliche Spectaculum Oberwesel ist ein mittelalterlicher Markt, der alle zwei Jahre zu Pfingsten in Oberwesel am Rhein stattfindet. Das Fest wurde erstmals im Jahr 1985 veranstaltet und zählt somit zu den ältesten Veranstaltungen seiner Art in Deutschland.

## Der Markt
Alle zwei Jahre am Pfingstwochenende feiert Oberwesel sein „Mittelalterliches Spectaculum“ innerhalb der alten Stadtmauern.
Auf mehreren Bühnen finden Darbietungen von Musikgruppen (in den letzten Jahren etwa In Extremo, Corvus Corax, Furunkulus und Spectaculatius), Theatergruppen und weiteren Künstlern statt. Es werden Handwerkskünste und alte Berufe wie das Herstellen von Steinmetz- und Drechslerarbeiten, Färben mit Naturfarben, Töpferei, Schmieden, Weben und Besenbinden oder das Schroten demonstriert. Die Marktstände bieten Verpflegung und mittelalterliche Handelswaren an.
Um eine authentischere Atmosphäre zu schaffen, sind elektrischer Strom und Motoren, jegliche Art von Kunststoffen, Plastikgeschirr, Pappteller, Papierservietten verboten. Ebenso wenig findet man modernes Besteck, Flaschen oder anderes Glas. Das Pflaster der Altstadt wird mit Stroh bedeckt und Laternen und Straßenschilder demontiert oder abgedeckt. Abends wird die Beleuchtung durch Kerzen, Fackeln und Laternen gewährleistet.
Mit jeweils über 20.000 Besuchern in den letzten Jahren gehört das Mittelalterliche Spectaculum in Oberwesel zu den größten Mittelalterfesten in der Region.
Die ehemalige Reichsstadt Oberwesel liegt am Fuße eines Berges auf dem die Schönburg thront. Die Burg kann vom Fest aus gut zu Fuß erreicht werden.

## Der Verein
Der Verein zur Erhaltung mittelalterlichen Brauchtums in Oberwesel e. V. wurde 1984 gegründet und ist mit seinen fast 180 Mitgliedern der Organisator des Mittelalterlichen Spectaculums in Oberwesel. 
Der Vorstand sowie deren Mitglieder und Bewohner arbeiten ehrenamtlich. Der Gewinn einer Veranstaltung fließt in die Restaurierung mittelalterlicher Bausubstanz.

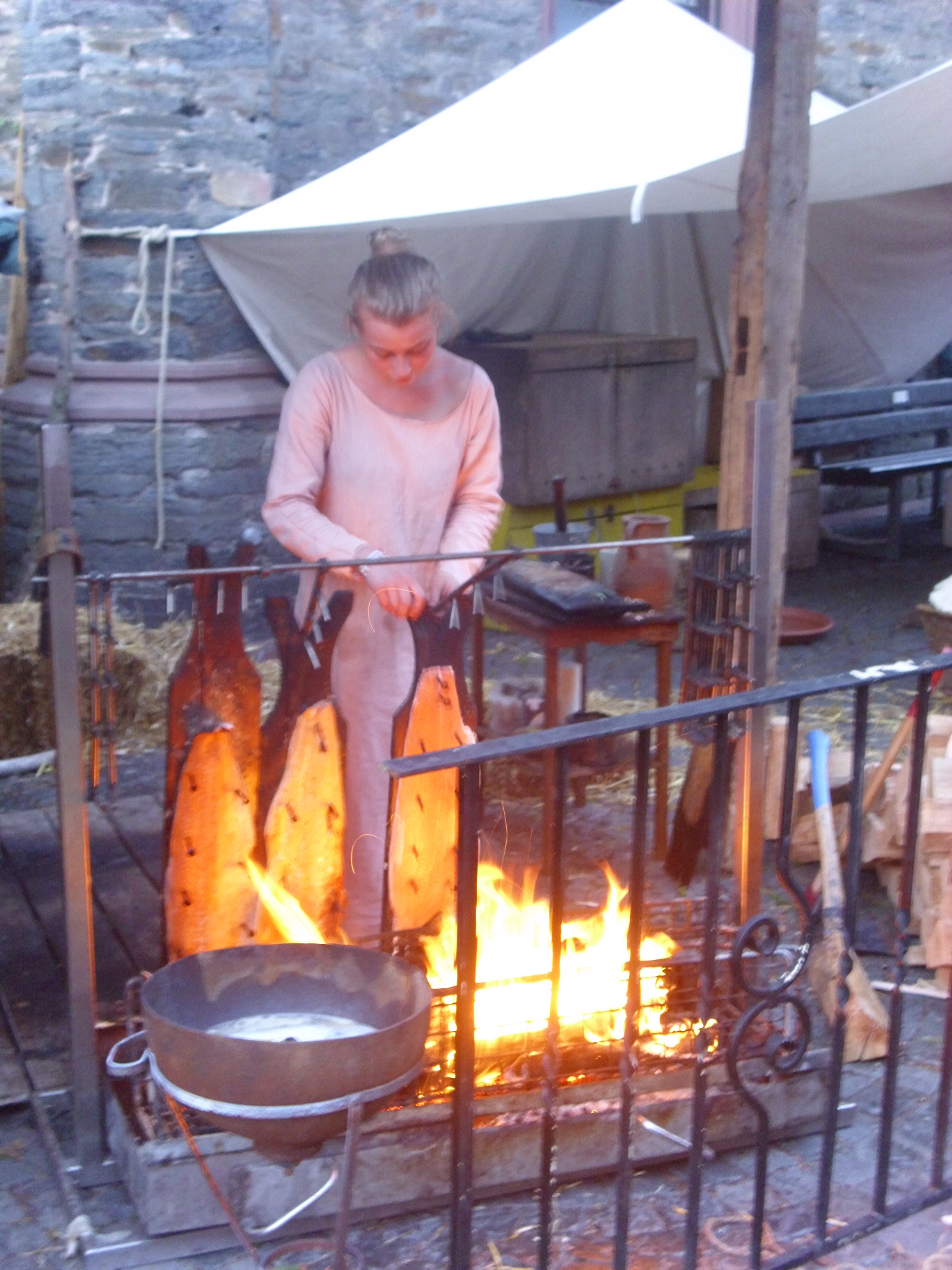
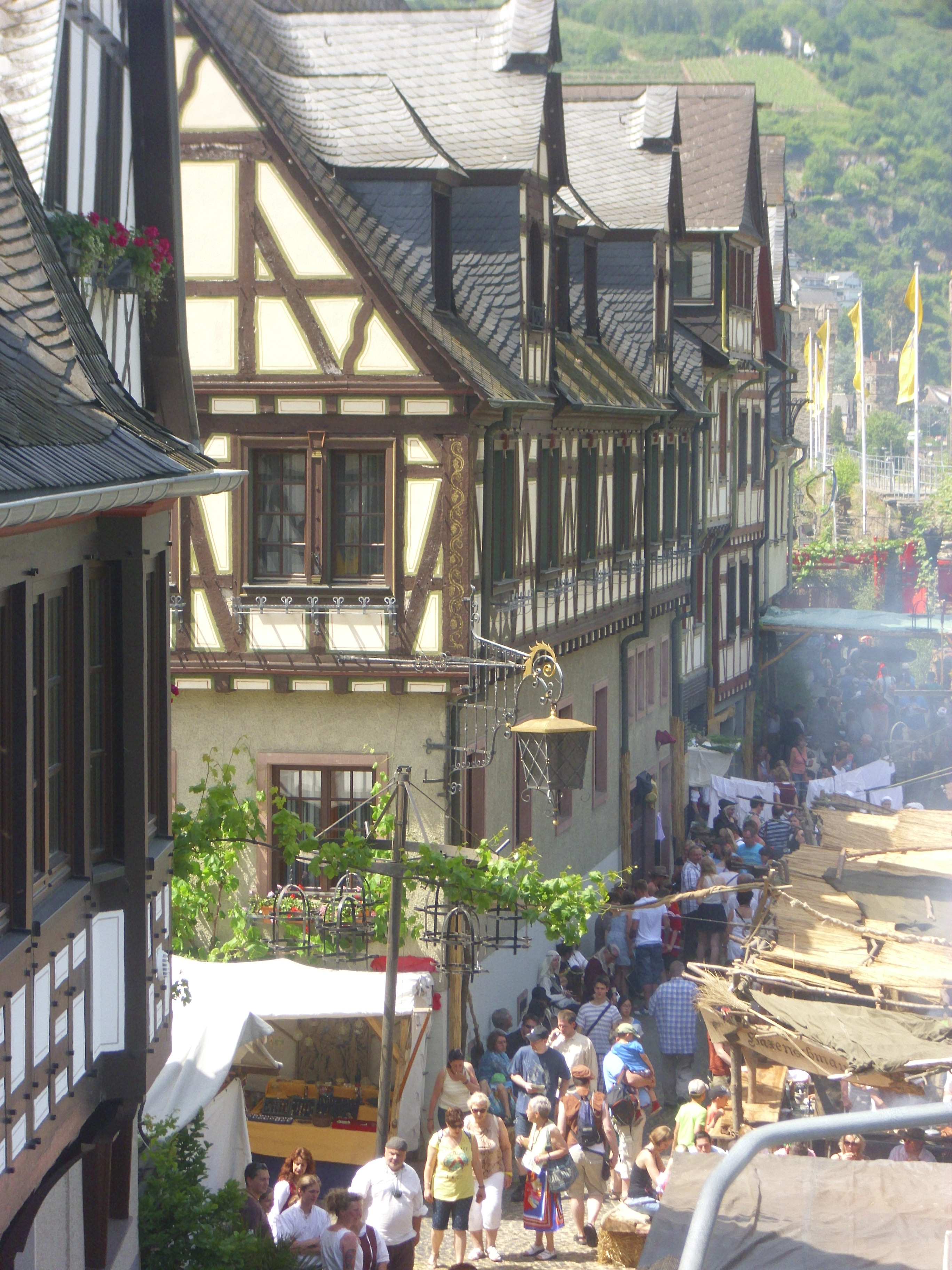
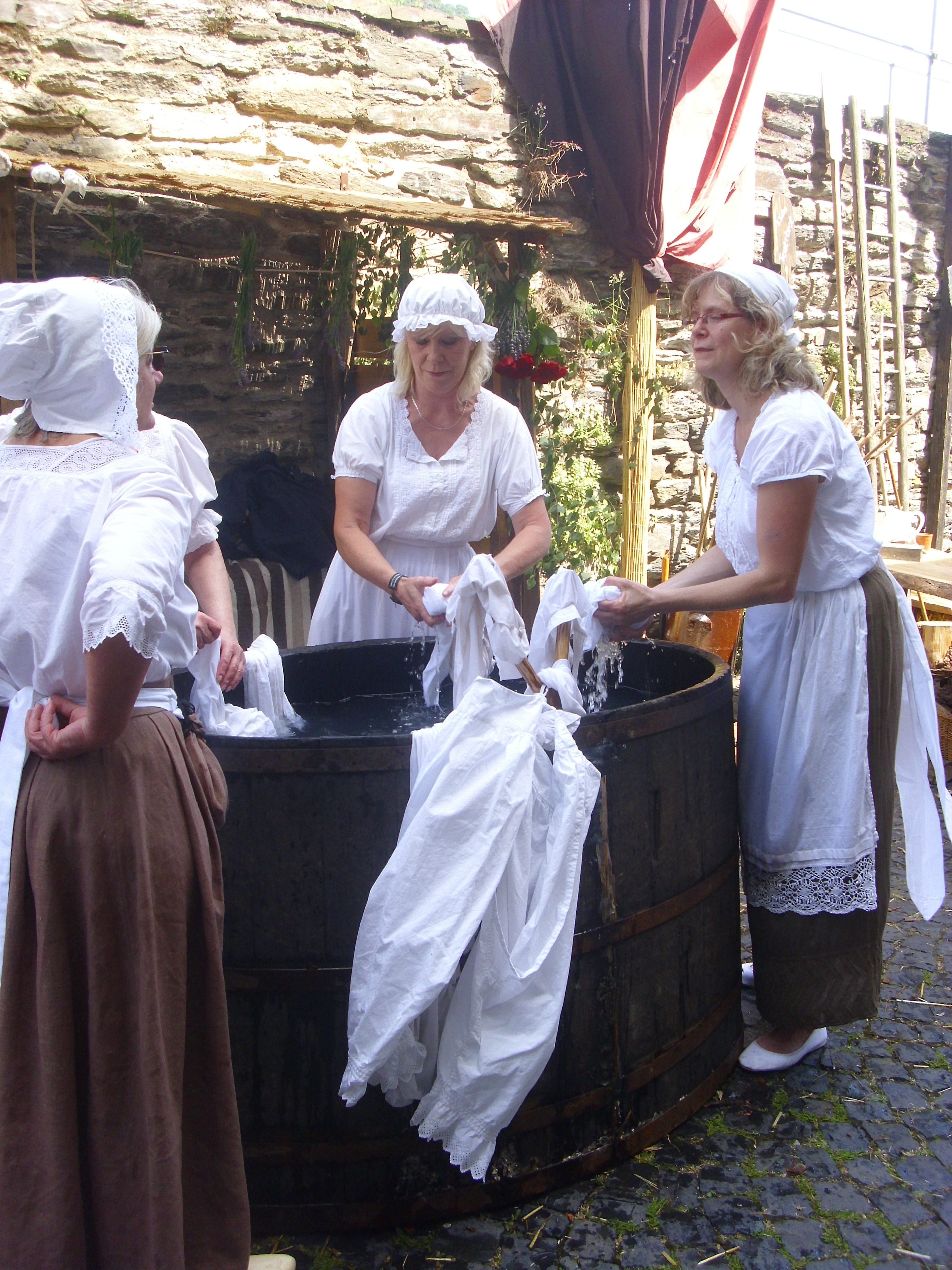
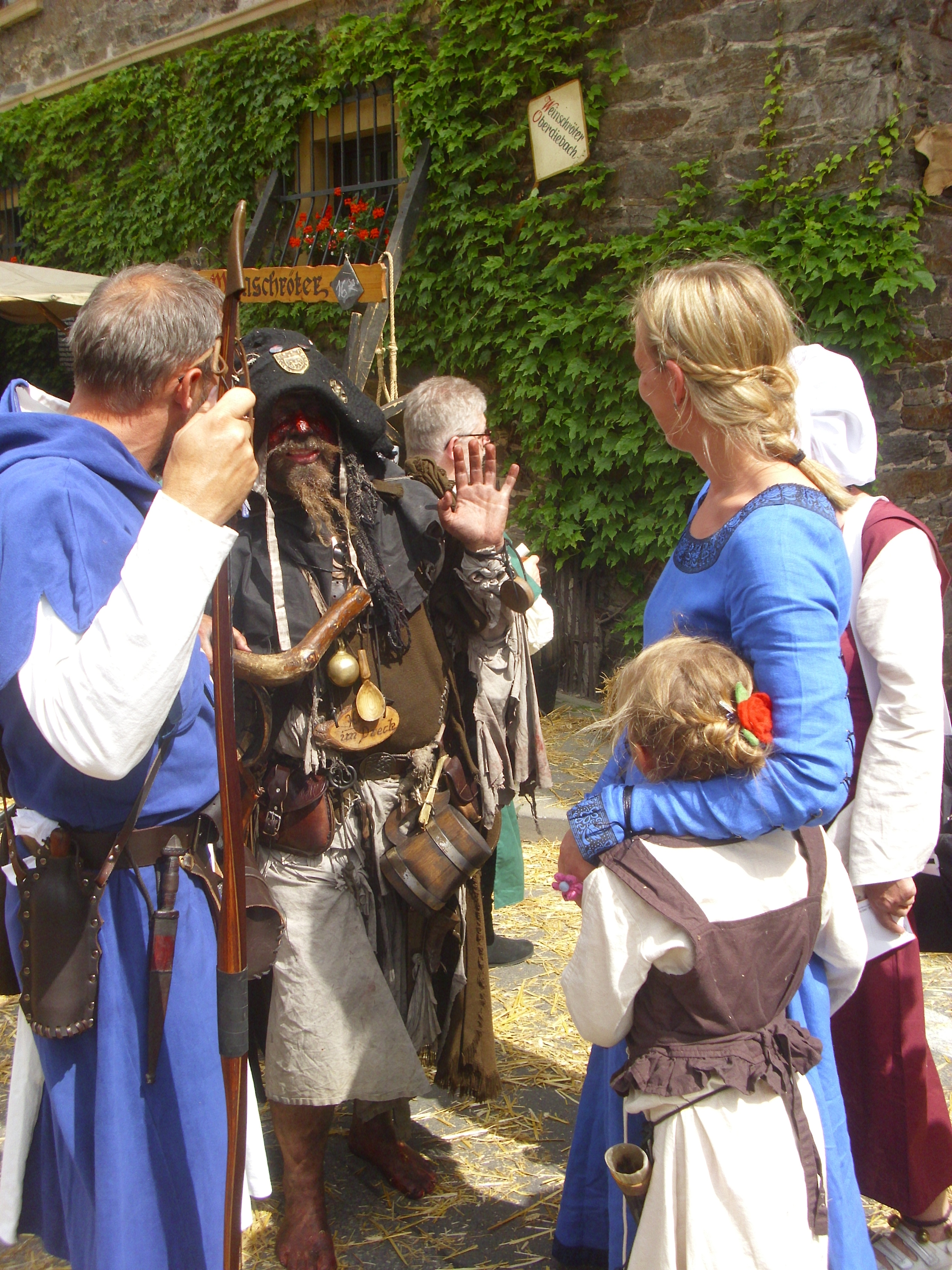
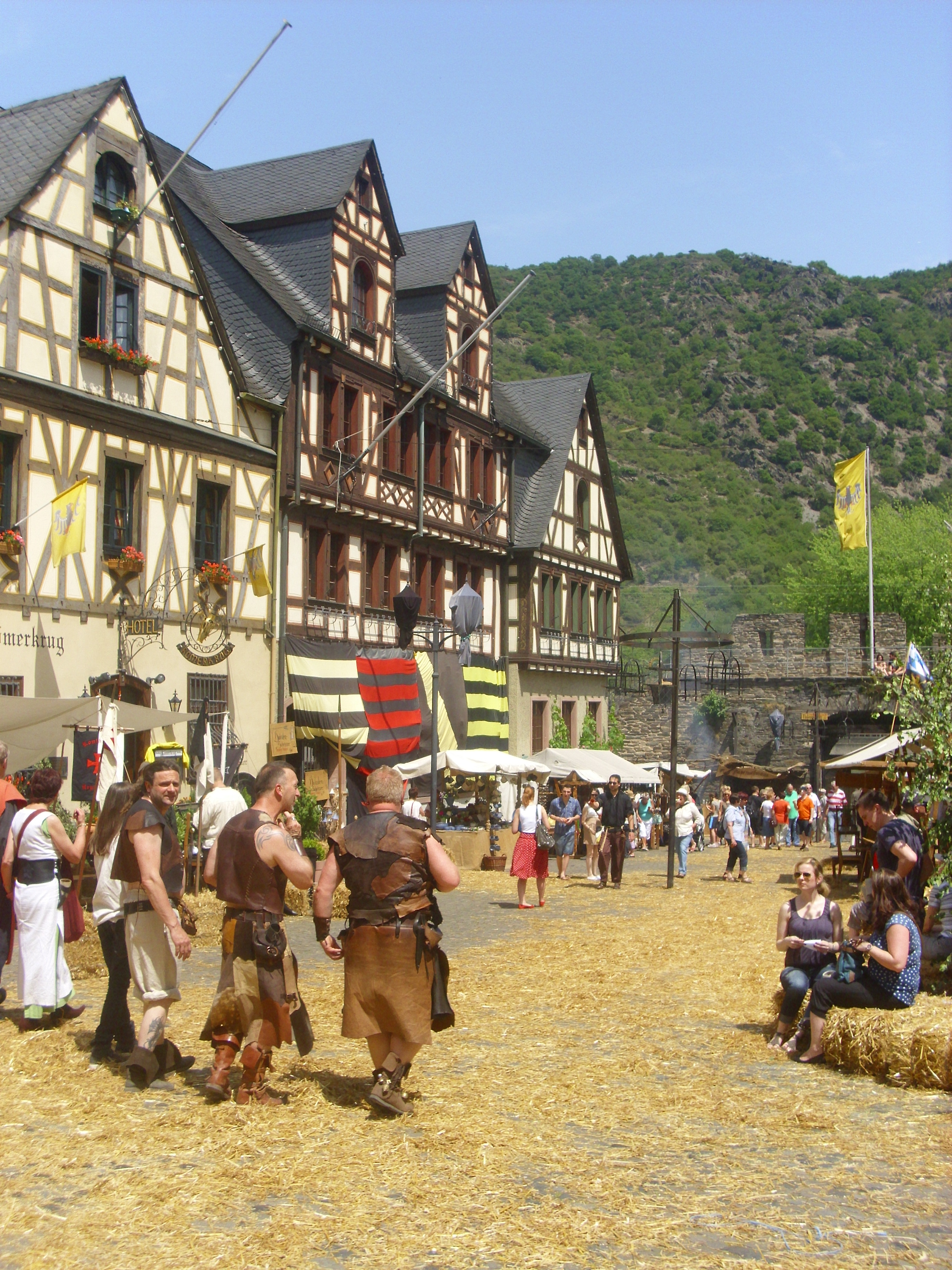
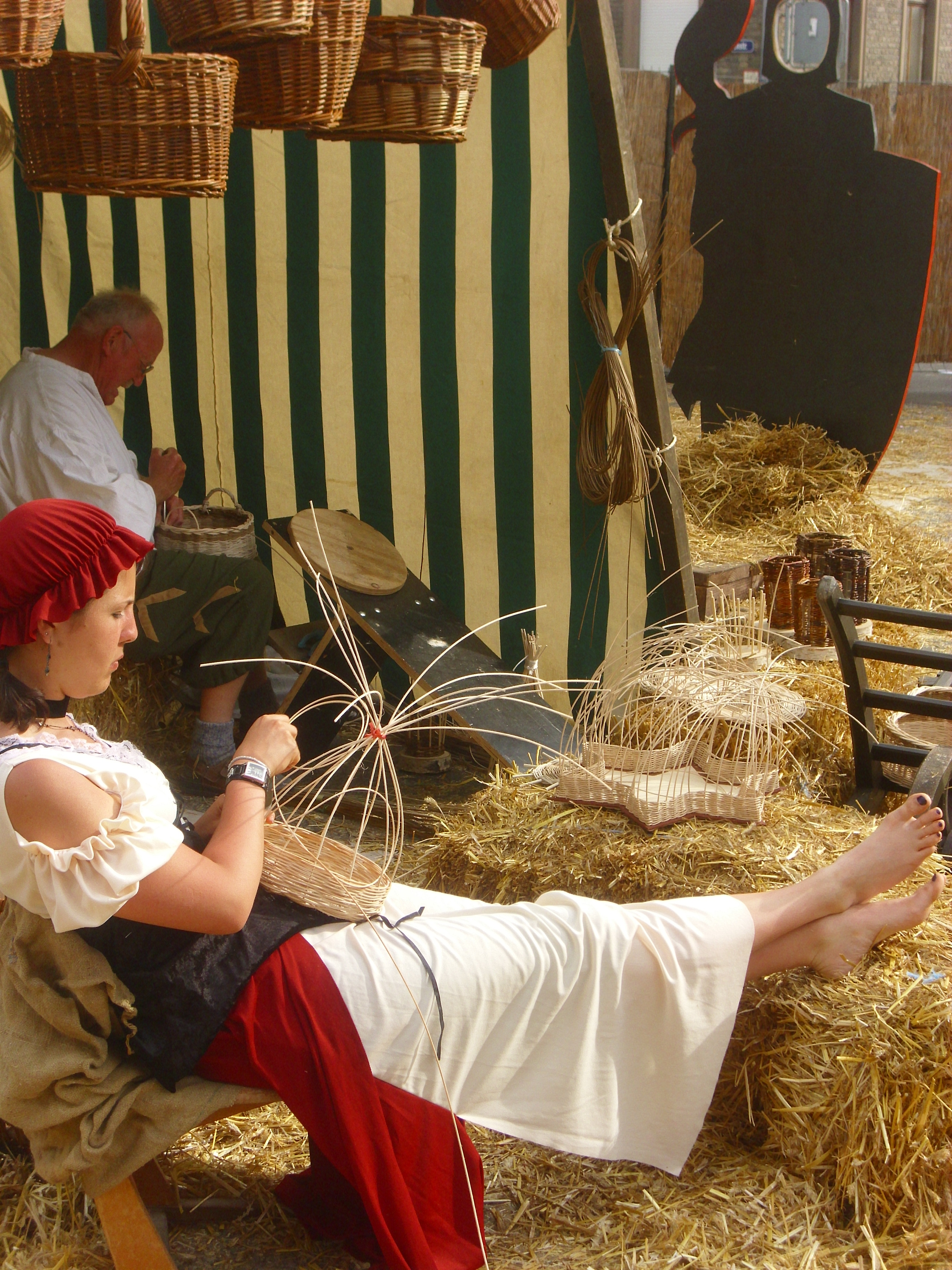